# Robert Dalban
Robert Dalban (Celles-sur-Belle, 19 juli 1903 – Parijs, 3 april 1987) was een Frans acteur. Hij bouwde een heel drukke carrière als tweedeplansacteur uit (ongeveer 210 lange speelfilms). Hij was, net zoals tijdgenoten Julien Carette, Robert Le Vigan, Noël Roquevert, Raymond Bussières en Jacques Dufilho gespecialiseerd in bijrollen. Hij was een van de meest vertrouwde en kenmerkende gezichten uit de Franse film van 1945-1985.

## Leven en werk

### Afkomst en eerste stappen in de wereld van het spektakel
Dalban was afkomstig uit de regio Poitou-Charentes maar bracht zijn kindertijd en zijn jeugd in Parijs door. 
Net zoals Raimu en Fernandel begon Dalban zijn carrière in een café chantant als comique troupier - voor een legerpubliek scènes uit het militaire leven spelen was een Franse traditie. Aan het begin van de jaren twintig was hij op het podium van verscheidene wijktheaters te zien. In de jaren dertig trad hij regelmatig op in revues en operettes. Daar speelde hij meerdere keren samen met Gaby Morlay, die vanaf 1930 een van de grootste sterren van de geluidsfilm was geworden. Morlay moedigde hem aan zijn kans in de filmwereld te wagen.

### Filmacteur

#### Debuut en jaren veertig
Dalban speelde zijn eerste vermeldenswaardige rol in Boule de suif (1945). Het succes van dit historisch drama zette zijn filmcarrière op de rails. 
In de late jaren veertig gaven onder meer Henri-Georges Clouzot, Jean Delannoy en René Clément, cineasten die hun sporen al hadden verdiend, verdere kansen aan Dalban.

#### Jaren vijftig en zestig
In de jaren vijftig en zestig, zijn vruchtbaarste periode, was Dalban te zien in zes à zeven films per jaar. Hij vertolkte bijna onophoudelijk tweedeplansrollen in films van ongelijke en soms ondermaatse kwaliteit.
In de jaren vijftig regisseerden Delannoy (La Minute de vérité uit 1952, Obsession uit 1954 en Chiens perdus sans collier uit 1955) en Clouzot (Les Diaboliques uit 1955 en Les Espions uit 1957) hem in grote commerciële successen. Twee andere vermeldenswaardige films waren Quand tu liras cette lettre (1953) en Marie-Octobre (1959).
In de jaren zestig was Dalban te zien in de spionagekomedies L'Oeil du monocle (1962) en Le Monocle rit jaune (1964), de twee sequels die Georges Lautner maakte van zijn populaire komische spionagefilm Le Monocle noir. Daarna volgden, in hetzelfde genre, Les Tontons flingueurs (1963), die ondertussen de status van cultfilm verwierf, en Les Barbouzes (1964), twee andere commerciële voltreffers van de hand van Lautner. 
Nog in 1964 was hij de krantenbaas van Jean Marais (journalist Jérôme Fandor, alias Fantômas) in de misdaadkomedie Fantômas, een commercieel succes voor regisseur André Hunebelle). Met Dalban in dezelfde rol kreeg deze film twee heel succesrijke sequels: Fantômas se déchaîne (1965) en Fantômas contre Scotland Yard (1967).
Andere kaskrakers uit de jaren zestig waarin Dalban te zien was waren Les Vieux de la vieille (1960), Le Baron de l'écluse (1960), Le Miracle des loups (1961), La Bride sur le cou (1961), Le Cave se rebiffe (1961), Les Mystères de Paris (1962), Madame Sans-Gêne (1962), Le Grand Restaurant (1966) en Le Cerveau (1969). 

#### Jaren zeventig en tachtig
In de jaren zeventig en tachtig deelde hij talrijke keren in het succes van komedies waarvan sommigen uitgroeiden tot ware kaskrakers: Elle boit pas, elle fume pas, elle drague pas, mais... elle cause! (1970), Le Grand Blond avec une chaussure noire (1972), Mais où est donc passée la septième compagnie? (1973), La Gifle (1974), On a retrouvé la septième compagnie (1975), La Carapate (1978), La Boum (1980), La Chèvre (1981), La Boum 2 (1982) en Les Compères (1983).

### Voorkomen en acteerstijl
Dalban viel op met zijn wat gedrongen lichaamsbouw, zijn sympathieke bokserssmoel en zijn norse gelaatsuitdrukking. Dit voorkomen kwam hem goed van pas in het specifieke genre van de Franse polar waar hij zo graag in meespeelde. Zijn personages hadden dikwijls een humeurig karakter. 

### Typische rollen
Dalban werd gecast in alle denkbare rollen, van de meest kwaadaardige gangster tot de ingoede Jan met de pet. Inspecteur (19), commissaris (14) en militair (12) waren de rollen die zijn voorkeur genoten. Hij gaf ook gestalte en kleur aan boeven (4), aan een dief, een pooier, een dealer en een vrouwenhandelaar. 
Daarnaast voerde hij graag volksmensen op: cafébazen (11), camioneurs en chauffeurs (7), hotelreceptionisten en -portiers (6), garagisten (5), kelners (4), foorkramers (4), bediendes (3), dokwerkers en bootsmannen (3), boeren (3), slagers (2), knechten en butlers (2), ploegbazen (2), conciërges (2) en loodgieters (2). 
Een zeldzame keer vertolkte hij vrije beroepen zoals advocaat, rechter, dokter, apotheker, krantendirecteur of verkoopdirecteur.
Dalban was van alle markten thuis: hij was te zien in vele tientallen malle en maffe komedies, tragikomedies en drama's. Ook de al dan niet komische misdaad- en spionagefilms lagen hem bijzonder goed. Hij was eveneens te zien in avonturenfilms, historische films, mantel- en degenfilms en thrillers  

### Samenwerkingen
Net zoals Mireille Darc was Dalban een van de geliefkoosde acteurs van Georges Lautner. Ook cineasten zoals Jean Delannoy (7 films), Gilles Grangier (6),  Edouard Molinaro (5), Henri Decoin (4), Henri-Georges Clouzot (4), Robert Hossein (4), Gérard Oury (4) alsook grotendeels vergeten cineasten zoals André Hunebelle, André Berthomieu, Richard Pottier en Claude Vital deden regelmatig een beroep op zijn acteerkunst.
Dalban werd heel dikwijls gecast in films samen met enkele van de bekendste acteurs van zijn tijd zoals Jean Gabin (11 films), Bernard Blier (19), Lino Ventura (9), Jean Carmet (9), Paul Meurisse (7), Jean Marais (7) en later Robert Hossein (15), Pierre Richard (8) en Mireille Darc (11).

### Privéleven
Dalban was getrouwd met actrice Madeleine Robinson van 1940 tot 1946. Ze kregen een zoon, Jean-François (1941). Later hertrouwde hij met de Belgische actrice en zangeres Francine Claudel (1921-1987).
Dalban overleed in 1987 op 83-jarige leeftijd aan een hartstilstand.

## Filmografie (selectie)
- 1945 - Boule de suif (Christian-Jaque)
- 1947 - Non coupable (Henri Decoin)
- 1947 - Quai des Orfèvres (Henri-Georges Clouzot)
- 1947 - Les jeux sont faits (Jean Delannoy)
- 1949 - Berlin Express (Jacques Tourneur)
- 1949 - Manon (Henri-Georges Clouzot)
- 1949 - Le mura di Malapaga (Au-delà des grilles) (René Clément)
- 1952 - Les Sept Péchés capitaux (anthologiefilm, episode Le Huitième Péché van Georges Lacombe )
- 1952 - La Minute de vérité (Jean Delannoy)
- 1953 - Leur dernière nuit (Georges Lacombe)
- 1953 - Quand tu liras cette lettre (Jean-Pierre Melville)
- 1954 - Obsession (Jean Delannoy)
- 1954 - Destinées (anthologiefilm, episode Jeanne van Jean Delannoy)
- 1956 - Des gens sans importance (Henri Verneuil)
- 1955 - Gas-oil (Gilles Grangier)
- 1955 - Chiens perdus sans collier (Jean Delannoy)
- 1955 - Les Diaboliques (Henri-Georges Clouzot)
- 1955 - Les salauds vont en enfer (Robert Hossein)
- 1956 - Paris, Palace Hôtel (Henri Verneuil)
- 1956 - Paris Canaille (Pierre Gaspard-Huit)
- 1957 - Les Espions (Henri-Georges Clouzot)
- 1958 - Sois belle et tais-toi (Marc Allégret)
- 1959 - Marie-Octobre (Julien Duvivier)
- 1958 - Me and the Colonel (Peter Glenville)
- 1959 - Un témoin dans la ville (Edouard Molinaro)
- 1959 - Pourquoi viens-tu si tard? Henri Decoin)
- 1959 - Signé Arsène Lupin (Yves Robert)
- 1960 - Les Vieux de la vieille (Gilles Grangier)
- 1960 - Le Baron de l'écluse (Jean Delannoy)
- 1960 - Les Moutons de Panurge (Jean Girault)
- 1960 - Boulevard (Julien Duvivier)
- 1960 - L'Affaire d'une nuit (Henri Verneuil)
- 1961 - Le Pavé de Paris (Henri Decoin)
- 1961 - La Menace (Gérard Oury)
- 1961 - La Bride sur le cou (Roger Vadim)
- 1961 - Le Rendez-vous (Jean Delannoy)
- 1961 - Vive Henri IV, vive l'amour (Claude Autant-Lara)
- 1961 - Le Miracle des loups (André Hunebelle)
- 1961 - Le Cave se rebiffe (Gilles Grangier)
- 1961 - Les Livreurs (Jean Girault)
- 1962 - L'Œil du Monocle (Georges Lautner)
- 1962 - Le Repos du guerrier (Roger Vadim)
- 1962 - Madame Sans-Gêne (Christian-Jaque)
- 1962 - Maléfices (Henri Decoin)
- 1962 - Le Septième Juré (Georges Lautner)
- 1962 - Les Mystères de Paris (André Hunebelle)
- 1962 - Du mouron pour les petits oiseaux (Marcel Carné)
- 1963 - La Mort d'un tueur (Robert Hossein)
- 1963 - Le Vice et la Vertu (Roger Vadim)
- 1963 - Chair de poule (Julien Duvivier)
- 1963 - Les Tontons flingueurs (Georges Lautner)
- 1964 - Les Gorilles (Jean Girault)
- 1964 - Les Barbouzes (Georges Lautner)
- 1964 - Le Monocle rit jaune (Georges Lautner)
- 1964 - Fantômas (André Hunebelle)
- 1965 - Quand passent les faisans (Edouard Molinaro)
- 1965 - Le Gentleman de Cocody (Christian-Jaque)
- 1965 - Piège pour Cendrillon (André Cayatte)
- 1965 - Fantômas se déchaîne (André Hunebelle)
- 1965 - Ne nous fâchons pas (Georges Lautner)
- 1966 - La Longue Marche (Alexandre Astruc)
- 1966 - Le Grand Restaurant (Jacques Besnard)
- 1967 - Fantômas contre Scotland Yard (André Hunebelle)
- 1967 - Le Pacha (Georges Lautner)
- 1968 - Faut pas prendre les enfants du bon Dieu pour des canards sauvages (Michel Audiard)
- 1969 - Mon oncle Benjamin (Edouard Molinaro)
- 1969 - Le Cerveau (Gérard Oury)
- 1969 - Sous le signe du taureau (Gilles Grangier)
- 1969 - Clérambard (Yves Robert)
- 1970 - Elle boit pas, elle fume pas, elle drague pas, mais... elle cause! (Michel Audiard)
- 1970 - Le Distrait (Pierre Richard)
- 1970 - Point de chute (Robert Hossein)
- 1971 - Le Cri du cormoran le soir au-dessus des jonques (Michel Audiard)
- 1971 - Les Malheurs d'Alfred (Pierre Richard)
- 1972 - Un cave (Gilles Grangier)
- 1972 - Il était une fois un flic (Georges Lautner)
- 1972 - Le Grand Blond avec une chaussure noire (Yves Robert)
- 1972 - Quelques messieurs trop tranquilles (Georges Lautner)
- 1973 - Comment réussir quand on est con et pleurnichard (Michel Audiard)
- 1973 - Salut l'artiste (Yves Robert)
- 1973 - La Valise (Georges Lautner)
- 1973 - Mais où est donc passée la septième compagnie? (Robert Lamoureux)
- 1974 - La Gifle (Claude Pinoteau)
- 1975 - Pas de problème! (Georges Lautner)
- 1975 - Le Téléphone rose (Edouard Molinaro)
- 1975 - On a retrouvé la septième compagnie (Robert Lamoureux)
- 1975 - Les Vécés étaient fermés de l'intérieur (Patrice Leconte)
- 1975 - L'Incorrigible (Philippe de Broca)
- 1976 - Armaguedon (Alain Jessua)
- 1976 - Dracula père et fils (Edouard Molinaro)
- 1977 - Le Gang (Jacques Deray)
- 1977 - Gloria (Claude Autant-Lara)
- 1978 - Je suis timide mais je me soigne (Pierre Richard)
- 1978 - La Carapate (Gérard Oury)
- 1979 - Coup de tête (Jean-Jacques Annaud)
- 1980 - Le Coup du parapluie (Gérard Oury)
- 1980 - La Boum (Claude Pinoteau)
- 1981 - La Chèvre (Francis Veber)
- 1982 - Les Misérables (Robert Hossein)
- 1982 - Espion, lève-toi (Yves Boisset) (verteller)
- 1982 - La Boum 2 (Claude Pinoteau)
- 1983 - Les Compères (Francis Veber)
- 1983 - Attention ! Une femme peut en cacher une autre (Georges Lautner)
- 1984 - P'tit con (Gérard Lauzier)

- Bibliothèque nationale de France: cb12112746j (data)
- Gemeinsame Normdatei: 118926020
- International Standard Name Identifier: 0000 0000 2831 3237
- Library of Congress Control Number: n91013288
- MusicBrainz: 5f9042bc-4ab0-45a9-b18b-c393545ef125
- SNAC: w6251t0g
- Système universitaire de documentation: 084669225
- Virtual International Authority File: 17254367
- WorldCat: E39PBJfcJBMfq7kVrTPtVmXKh3